# Mistrzostwa Polski w Szermierce 2018
Mistrzostwa Polski w Szermierce 2018 – 89. edycja indywidualnie i 78. edycja drużynowych mistrzostw Polski odbyła się w dniach 19-20 maja w Krakowie (szpada), 26-27 maja w Warszawie (floret i szabla)

## Medaliści

### kobiety
| Konkurencja:            | Złoto:                                                                                | Srebro:                                                                                             | Brąz:                                                                                          |
| Medalistki indywidualne |                                                                                       | |                                                                                                |
| floret                  | Julia Walzyk (AZS UAM Poznań)                                                         | Martyna Jelińska (Budowlani Toruń)                                                                  | Marta Łyczbińska (Budowlani Toruń) Hanna Łyczbińska (AZS UAM Poznań)                           |
| szabla                  | Małgorzata Kozaczuk (AZS AWF Warszawa)                                                | Zuzanna Cieślar (ZKS Sosnowiec)                                                                     | Marta Puda (TMS Sosnowiec) Sylwia Matuszak (KKSz Konin)                                        |
| szpada                  | Ewa Nelip (UKS Żoliborz Warszawa)                                                     | Aleksandra Zamachowska (Wisła Kraków)                                                               | Anna Mroszczak (KS Szpada Wrocław) Barbara Rutz (KS Szpada Wrocław)                            |
| Medalistki drużynowe    |                                                                                       | |                                                                                                |
| floret drużynowo        | KS AZS-UAM Poznań Marika Chrzanowska Julia Chrzanowska Hanna Łyczbińska Julia Walczyk | Budowlani Toruń Marta Hausman Karolina Żurawska Martyna Jelińska Marta Łyczbińska                   | AZS AWF Poznań Katarzyna Lachman Martyna Synoradzka Aleksandra Wieczorek Zuzanna Jóźwiak       |
| szabla drużynowo        | ZKS Sosnowiec Zuzanna Cieślar Karolina Cieślar Karolina Walczak Angelika Wątor        | AZS AWF Warszawa Małgorzata Kozaczuk Aleksandra Socha-Shelton Martyna Komisarczyk Karolina Rowińska | KKSz Konin Katarzyna Kędziora Sylwia Matuszak Małgorzata Zawodniak                             |
| szpada drużynowo        | AZS AWF I Warszawa Józefina Kołucka Magdalena Pawłowska Sara Pytka Kamila Pytka       | KS Szpada Wrocław Weronika Łuszcz Anna Mroszczak Barbara Rutz Paulina Wilaszek                      | AZS-AWF Katowice Danuta Dmowska-Andrzejuk Karolina Mrochem Martyna Swatowska Aleksandra Szklar |

### mężczyźni
| Konkurencja:           | Złoto:                                                                                | Srebro:                                                                                        | Brąz:                                                                             |
| Medaliści indywidualni |                                                                                       |                                                                                                |                                                                                   |
| floret                 | Andrzej Rządkowski (Wrocławianie)                                                     | Michał Janda (AZS AWFiS Gdańsk)                                                                | Leszek Rajski (Wrocławianie) Jan Jurkiewicz (Budowlani Toruń)                     |
| szabla                 | Mikołaj Grzegorek (MUKS VICTOR Warszawa)                                              | Mateusz Godlewski (KKSz Konin)                                                                 | Piotr Szczepanik (MUKS VICTOR Warszawa) Marcin Koniusz (MKS Fortis Sosnowiec)     |
| szpada                 | Radosław Zawrotniak (AZS AWF Kraków)                                                  | Mateusz Nycz (Piast Gliwice)                                                                   | Maciej Bielec (Szpada Wrocław) Marcel Baś (Piast Gliwice)                         |
| Medaliści drużynowi    |                                                                                       |                                                                                                |                                                                                   |
| floret drużynowo       | Wrocławianie I Andrzej Rządkowski Maxime Tarasiewicz Leszek Rajski Paweł Szumielewicz | Fundacja Gdańska Szkoła Floretu Jakub Cierluk Krystian Gryglewski Michał Siess Kacper Seyfried | AZS AWF Gdańsk Piotr Borowiec Michał Janda Bartosz Goc Mikołaj Rudnicki           |
| szabla drużynowo       | MUKS VICTOR Warszawa Cezary Białecki Piotr Szczepanik Mikołaj Grzegorek Adam Sęczek   | KKSz Konin Damian Dzwoniarski Hubert Glasner Adrian Stanisławski Mateusz Godlewski             | AZS-AWF Katowice Kamil Kowalewski Jakub Ociński Tomasz Pytel Marcin Wystel        |
| szpada drużynowo       | KS Szpada Wrocław Maciej Bielec Daniel Marcol Jerzy Nawrocki Piotr Nemec              | Legia Warszawa Seweryn Brzozowski Artiom Gripas Tomasz Szczepanowski Rafał Szwalbe             | Piast Gliwice Sebastian Majgier Damian Michalak Bartosz Staszulonek Patryk Szlama |